# Зенон Пилишин
Зенон Пилишин (повне ім'я: Зенон Волтер Пилишин, англ. Zenon Walter Pylyshyn; 25 серпня 1937 — 6 грудня 2022) — канадський вчений-когнітивіст і філософ українського походження. Має ступінь бакалавра з фізики та інженерії (1959, Університет Макгілла), магістра систем керування (1960) і доктора філософії з експериментальної психології (обидва — Саскачеванський університет, Реджайна). Тема дисертації — «Застосування теорії інформації до вивчення короткотермінової пам'яті людини».
Є членом Канадської ради з питань мистецтв з 1964 року.

## Академічна кар'єра
Пилишин працював професором психології і інформатики в Університеті Західного Онтаріо (Лондон) з 1964 по 1994 рік.

## Теми досліджень
Головна тема досліджень Пилишина — теоретичний аналіз природи коґнітивних систем людини, що відповідають за перцепцію, уявлення і рацію. Його «теорія візуальної індексації» (англ. visual indexing theory) будує гіпотезу «доконцептуального механізму», відповідального за індивідуалізацію і візуальне відстеження, та безпосередньо спрямовує до візуальних властивостей, кодованих когнітивними процесами.

## Деякі публікації
- "What the Mind's Eye Tells the Mind's Brain", Psychological Bulletin, 80, pp. 1-24 (1973)
- Computation and Cognition: Toward a Foundation for Cognitive Science (MIT Press, 1984)
- Meaning and Cognitive Structure: Issues in the Computational Theory of Mind (1986)
- The Robot's Dilemma: The Frame Problem in Artificial Intelligence (1987), Ablex Publishing, ISBN 0-893-9137-15
- Perspectives on the Computer Revolution (1988)
- Computational Processes in Human Vision: An Interdisciplinary Perspective (1988)
- The Robot's Dilemma Revisited (1996)
- Seeing and Visualizing: It's Not What You Think (MIT Press, 2004)
- Things and Places: How the Mind Connects with the World (MIT Press, 2007) (Jean Nicod Lecture Series)